# Arlay
Arlay ist eine französische Gemeinde mit 1184 Einwohnern (Stand 1. Januar 2022) im Département Jura in der Region Bourgogne-Franche-Comté; sie gehört zum Arrondissement Lons-le-Saunier und zum Kanton Bletterans. Der Ort liegt zwölf Kilometer nördlich von Lons-le-Saunier.

## Gliederung
| Ortsteil                  | ehemaliger INSEE-Code | Fläche (km²) | Höhenlage (m) | Einwohnerzahl (2016) | Dichte (Einw. je km²) |
| ------------------------- | --------------------- | ------------ | ------------- | -------------------- | --------------------- |
| Arlay (Verwaltungssitz)   | 39017                 | 14,11        | 212–325       | 769                  | 54,5                  |
| Saint-Germain-lès-Arlay00 | 39482                 | 06,08        | 222–386       | 463                  | 76,2                  |

## Geschichte
Arlay war im Mittelalter eine Seigneurie, die der Linie des Hauses Chalon gehörte, die das Fürstentum Orange erbte.
Im Zweiten Weltkrieg befand sich Frankreich unter deutscher Besatzung. Am 26. August 1944 griffen die Forces françaises de l’intérieur bei der Mühle von Tortelet die deutschen Truppen an.
Am 1. Januar 2016 wurde die Gemeinde Saint-Germain-lès-Arlay nach Arlay eingemeindet.
| Gemeinde                   | Einwohnerzahlen (Census) |      |      |      |      |      |      |      |      |      |      |
| Gemeinde                   | 1962                     | 1968 | 1975 | 1982 | 1990 | 1999 | 2006 | 2008 | 2011 | 2013 | 2016 |
| -------------------------- | ------------------------ | ---- | ---- | ---- | ---- | ---- | ---- | ---- | ---- | ---- | ---- |
| Arlay                      | 687                      | 621  | 610  | 611  | 664  | 723  | 694  | 711  | 737  | 752  | 769  |
| Saint-Germain-lès-Arlay00  | 250                      | 253  | 268  | 403  | 465  | 503  | 521  | 529  | 489  | 482  | 463  |
| Arlay                      | 0937                     | 0874 | 0878 | 1014 | 1129 | 1226 | 1215 | 1240 | 1226 | 1234 | 1232 |
| Quellen: Cassini und INSEE |                          |      |      |      |      |      |      |      |      |      |      |

Die (Gesamt-)Einwohnerzahlen der Gemeinde Arlay wurden durch Addition der bis Ende 2015 selbständigen Gemeinden ermittelt.

## Sehenswürdigkeiten
- Die Burg Arlay (13. Jahrhundert)
- Bourg-Dessus und Bourg-Dessous (15.–18. Jahrhundert)
- Das Schloss Arlay, 18. Jahrhundert, Monument historique
- Die Ruinen der Pfarrkirche Saint-Vincent
- Die Pfarrkirche Saint-Claude (15. Jahrhundert)
- La Chevance d’Or, Adelsquartier aus dem 16. Jahrhundert

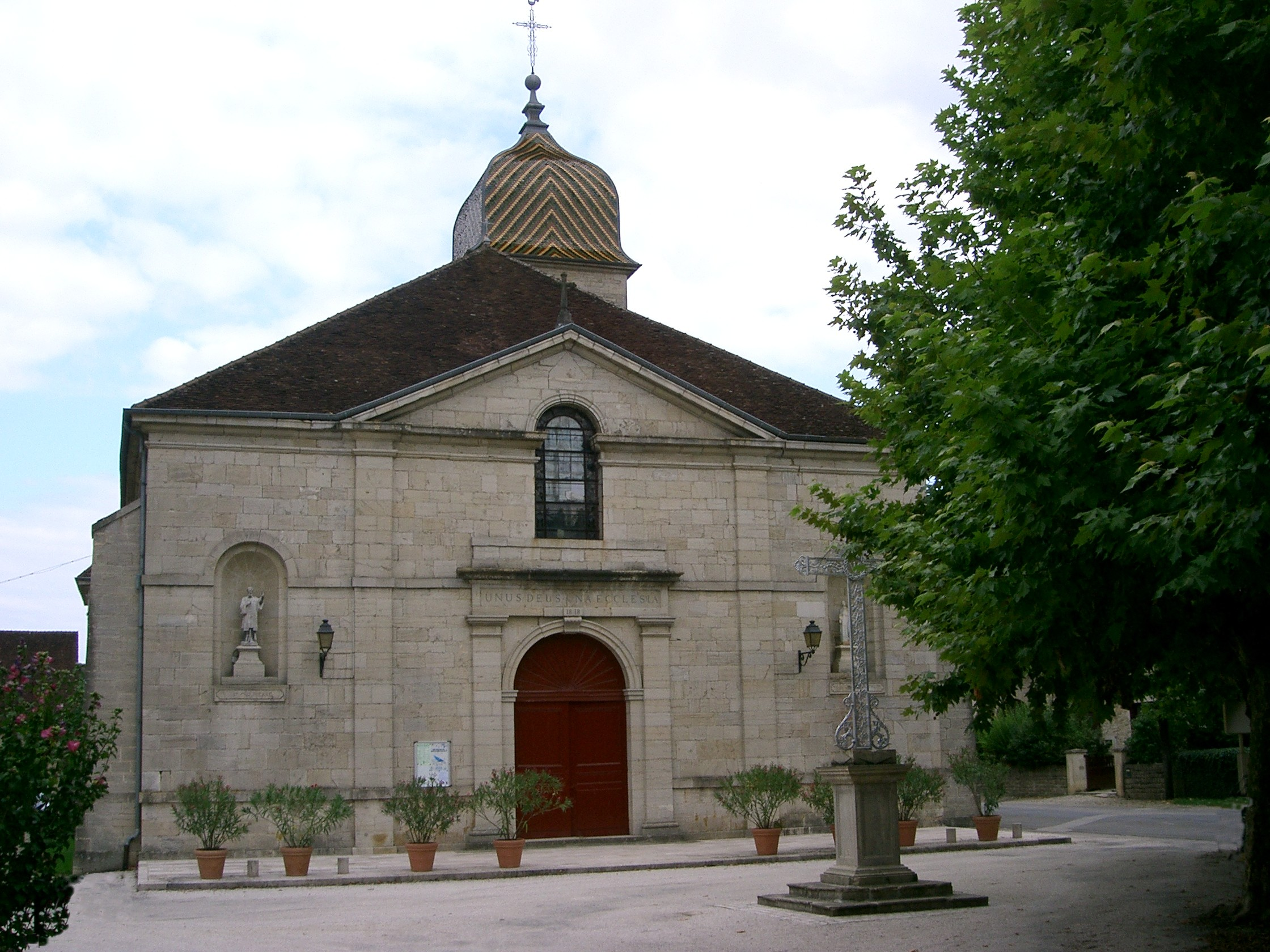
Arlay: Fassade der Kirche
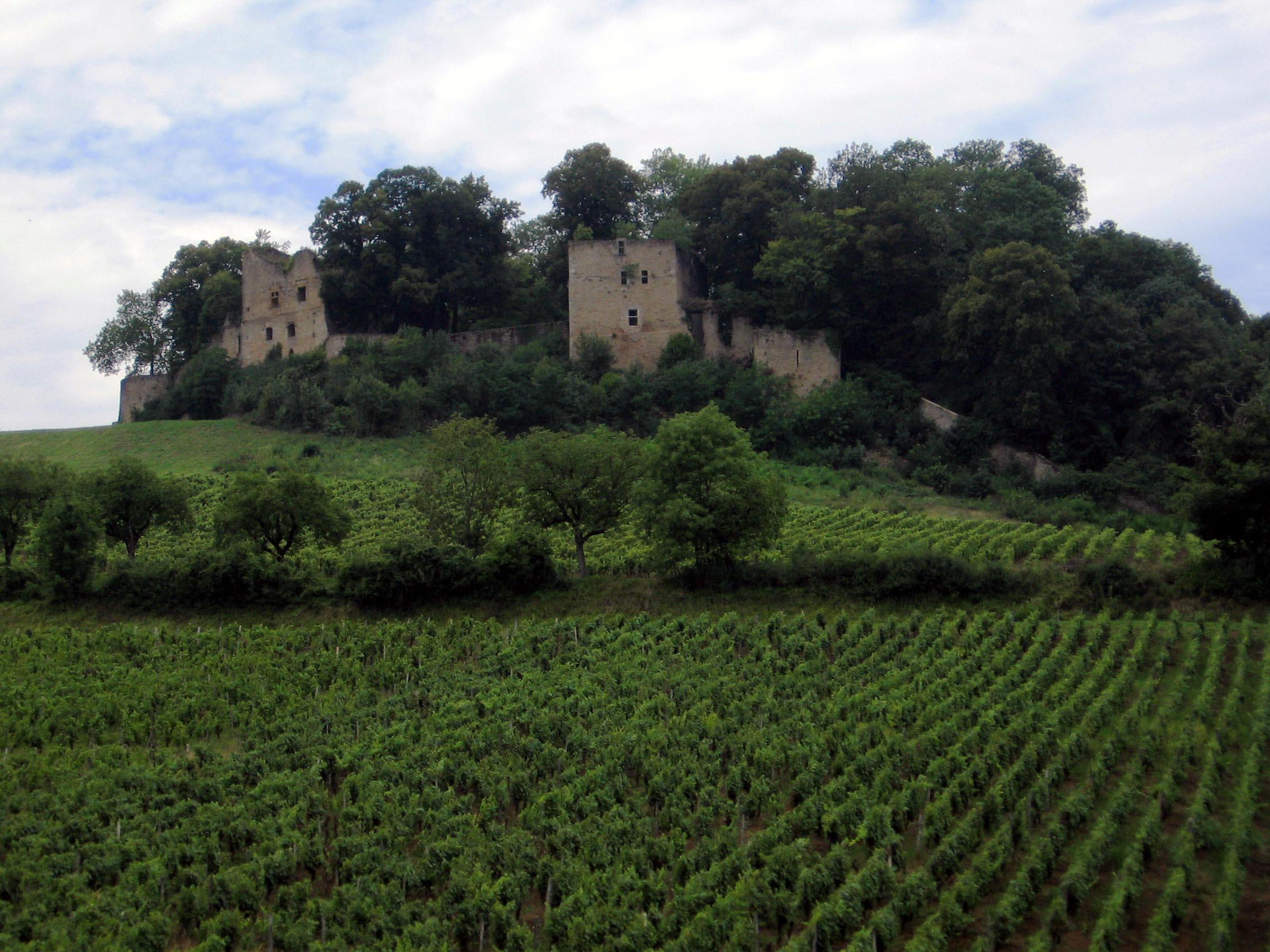
Ruinen der Burg Arlay (13. Jahrhundert)
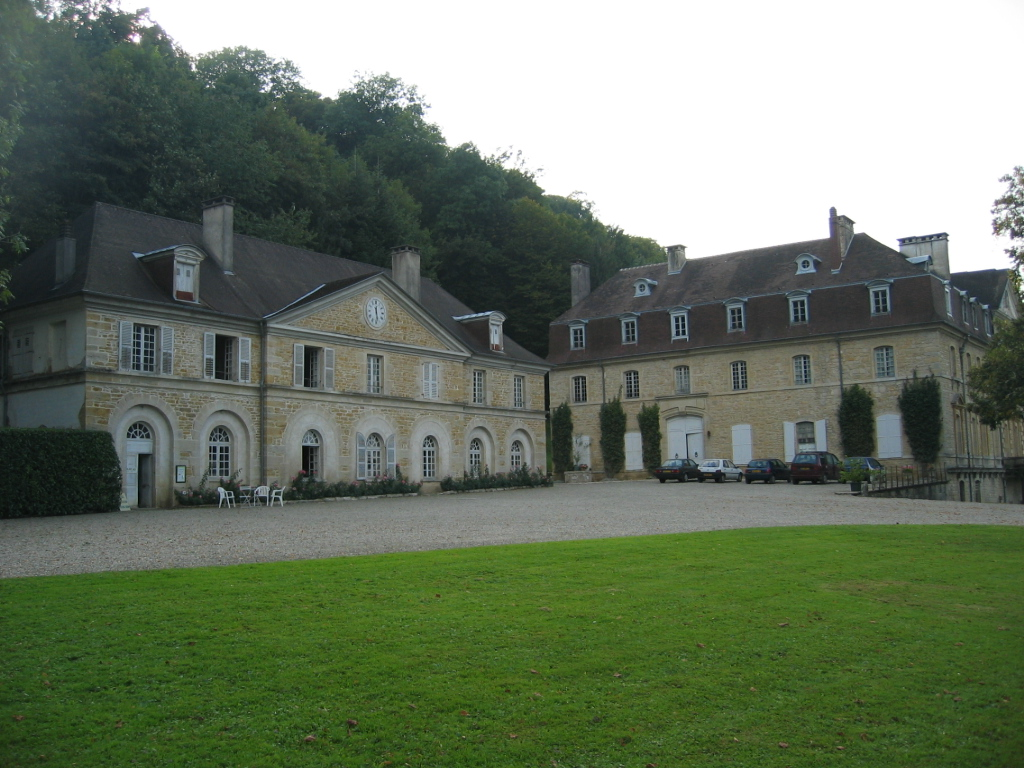
Schloss Arlay (18. Jahrhundert)

## Persönlichkeiten
- Die Herren von Arlay, siehe Haus Chalon und Haus Nassau